# Pelai Martínez i Paricio
Pelai Martínez i Paricio   (Figueres, 15 d'octubre de 1898 - Figueres, 13 de juny de 1978) fou un arquitecte català. Titulat l'any 1920, va esdevenir l'arquitecte més jove d'Espanya.

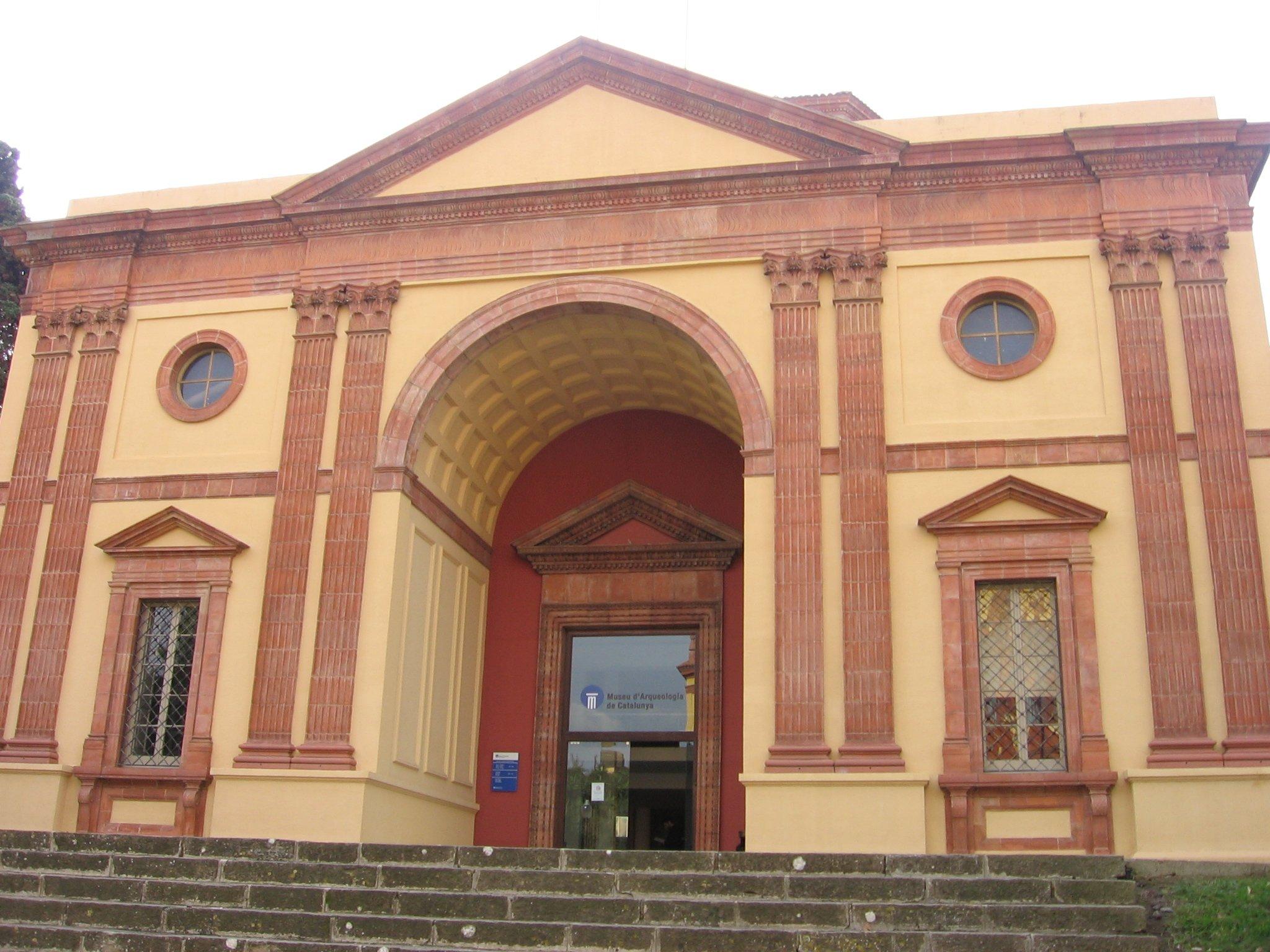
Palau de les Arts Gràfiques.

El 1925 va ser nomenat Catedràtic Auxiliar de Projectes de l'Escola de Barcelona i el 1942 en va obtenir la Càtedra. A l'Exposició Universal del 1929 va guanyar el concurs del Palau de les Arts Gràfiques amb l'obra brunelleschiana, juntament amb Raimon Duran i Reynals, i va dirigir les obres del Palau de l'Agricultura.
Bona part de la seva obra la va realitzar a l'Alt i el Baix Empordà, a la Costa Brava i a la ciutat de Figueres, d'on va ser arquitecte municipal interí. També va exercir d'arquitecte municipal de la Bisbal d'Empordà durant diverses dècades. A la seva ciutat natal són remarcables l'escalinata del Parc Bosc, la Casa Cordomí/Canet a la Rambla i el monument a Pep Ventura. Construí obres a Figueres, S'Agaró, el golf de Roses, Cadaqués (Hotel Rocamar). També s'encarregà de les obres del Celler Cooperatiu d'Espolla, inaugurat el 1931.
A l'Arxiu Històric de Figueres es conserva el fons que prové del despatx de l'arquitecte. Consta de 1069 projectes datats entre 1933 i 1976, juntament amb un fons de 160 fotografies en blanc i negre, i color.